# Anthonie Verstraelen

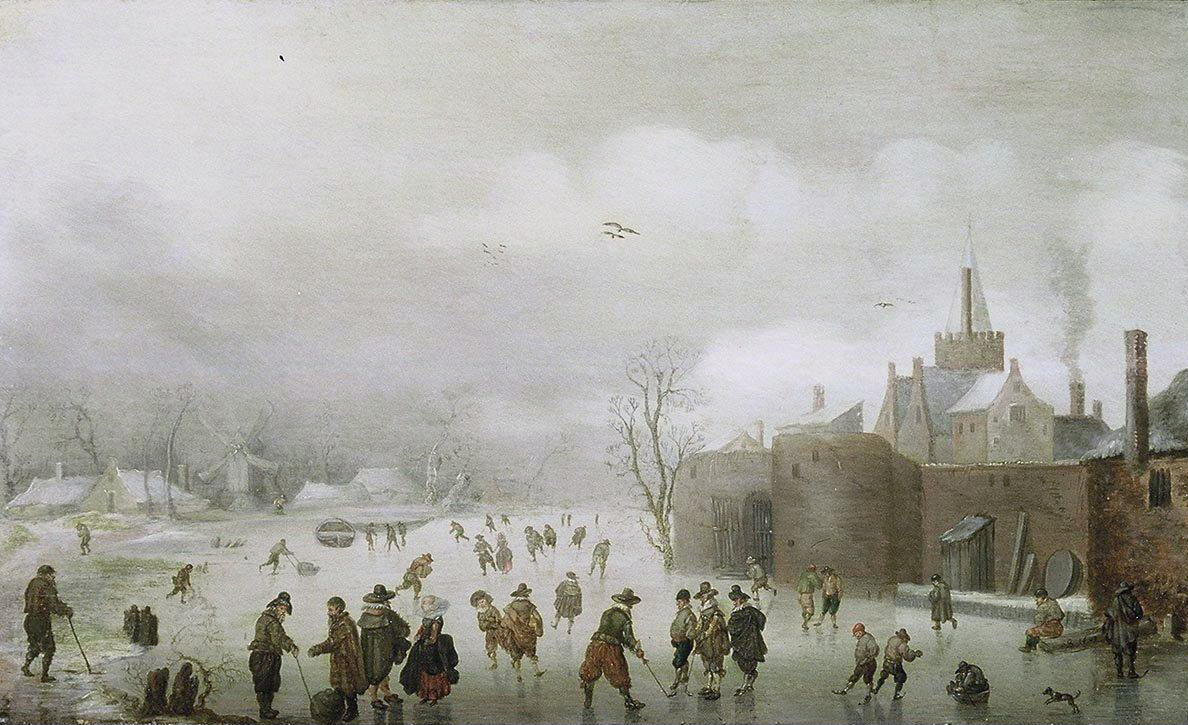
Winterlandschap

Anthonie Verstraelen, ook Anthonie van Stralen genoemd (Gorinchem, 1593/4 – Amsterdam, 1641), was een Hollandse landschapsschilder, en net als Hendrik en zijn neef Barend Avercamp bekend van vooral wintergezichten. 
De familie Van Stralen heeft haar oorsprong in Weert. Antonies vader, Gillis van Stralen, was een lakenhandelaar. De familie verhuisde tussen 1584-1590 naar Gorkum, vermoedelijk vanwege de oprukkende legers onder de Alexander Farnese, beter bekend als de hertog van Parma. 
Verstraelen trouwde rond 1635 met Catalijntje van Oosten uit Antwerpen, onbekend is waar. Het echtpaar trok naar Amsterdam en woonde in de Oude Spiegelstraat. Verstraelen kreeg onenigheid met de overlieden van het Sint-Lucasgilde, omdat hij vond dat er te veel schilders werden toegelaten, die geen poorter waren.  
Toen hij in 1641 in de Westerkerk werd begraven had hij twee kinderen. In 1644 werd aan de beide kinderen tweehonderd gulden uit de verkoop van schilderijen toegezegd. De moeder hertrouwde met de voogd Emmanuel Jacobsz. van Hoogerheijm, een Leidse fijnschilder. Drie maanden later werd hun eerste zoon geboren, Jacob van Hogerheijm. Ook deze Jacob is net als zijn vader een onbekend gebleven schilder.
- Biografisch Portaal: 01177685
- Gemeinsame Normdatei: 1196123519
- KulturNav: 58fe462d-d884-40cb-ab28-b137f295bf9b
- RKD-Nederlands Instituut voor Kunstgeschiedenis: 80709
- Union List of Artist Names: 500025903
- Virtual International Authority File: 95841431